# سیارک ۱۵۸۱۹
سیارک ۱۵۸۱۹ (به انگلیسی: 15819 Alisterling، نامگذاری:1994SN9) پانزده هزار و هشتصد و نوزدهمین سیارک کشف شده‌است که در ۲۸ سپتامبر ۱۹۹۴ کشف شد.
قدر مطلق سیارک برابر ۱۹.۵ است.